# Джон Евърет Миле
Джон Евърет Миле (на английски: John Everett Millais) е британски художник и илюстратор, един от основателите на Братството на прерафаелитите заедно с Уилям Холман Хънт и Данте Габриел Росети.

## Живот

### Произход и младост
Миле е роден на 8 юни 1829 г. в Саутхамптън, Великобритания, в заможно семейство от Джърси. Писателят Уилям Такъри веднъж попитал Миле „кога Англия е завладяла Джърси“. Миле отговорил „Никога! Джърси покори Англия“.
Артистичните заложби на Миле се проявяват още в детските му години и му осигуряват място в Кралската академия по изкуствата на едва 11-годишна възраст. Там той се запознава с Уилям Холман Хънт и Данте Габриел Росети, с които ще създаде Братството на прерафаелитите през септември 1848 г.

### Творчество

#### Прерафаелитски период. Брак
Картината на Миле „Христос в къщата на родителите му“ (1850) предизвиква обществена полемика заради реалистичното изобразяване на Светото семейство като част от работническата класа, което се труди в мръсна дърводелска работилница. Следващите му творби също предизвикват много спорове, въпреки че не достигат учудването от „Христос в къщата на родителите му“. Миле постига успех с „Хугенот“ (1852), която изобразява млада двойка, която ще бъде разделена заради религиозни конфликти. Той повтаря тази тема в много други картини.
Всички ранни творби на Миле са нарисувани с голямо внимание към детайла, често наблягайки върху красотата и сложността на природата. В картини като „Офелия“ (1852) Миле създава плътна и сложна сцена, основана на съчетаването на натуралистични елементи. Този подход е описан като „изобразителна екосистема“.
Стилът е популяризиран от критика Джон Ръскин, който става защитник на Прерафаелитите от критиците им. Приятелството между двамата води до запознанство на Миле със съпругата на Ръскин, Ефи. Скоро след това тя позира на Миле за картината му „Заповедта за освобождаване“. В този период двамата се влюбват. Въпреки че е омъжена за Ръскин от няколко години, Ефи е още девствена. Родителите ѝ разбират, че нещо не е наред и тя подава молба за анулиране на брака. През 1855 г., след като бракът ѝ е анулиран, Ефи и Миле се венчават. Двамата имат осем деца, а най-младото им момче Джон Гил Миле става известен натуралист.
По-малката сестра на Ефи, Софи Грей, позира за няколко картини на Миле, което води до спекулации относно връзката между двамата.

#### Късни творби
След брака си Миле започва да рисува в по-широк стил, който е заклеймен от Ръскин като „катастрофа“. Смята се, че тази промяна в стила е резултат от нуждата на Миле да увеличи приходите на семейството си. Критици като Уилям Морис обвиняват Миле, че „се е продал“, за популярност и богатство. От друга страна почитателите на Миле изтъкват артистичната му връзка с Джеймс Уислър и Албърт Мур, както и влиянието на Джон Сарджънт. Самият Миле заявява, че станал все по-уверен и това му позволило да рисува с по-голям размах и смелост. В статията си „Размисли за изкуството днес“ (1888) той препоръчва Диего Веласкес и Рембранд за модели на подражание на младите художници. Картини като „Навечерието на св. Агнес“ и „Лунатикът“ показват открития диалог между Миле и Уислър, чийто творби Миле силно подкрепя. Други картини на Миле от 50-те и 60-те години на 19 век могат да се смятат за предвестници на Ирационализма. Много от тях съдържат големи части от хармонично аранжирани цветове и са по-скоро символични, отколкото разказвателни.
Картините на Миле след 70-те години отдават почит на старите майстори като Джошуа Рейнолдс и Веласкес. Много от тях са на историческа тема и са чудесни доказателства за таланта на Миле. Сред тях са „Двамата принца Едуард и Ричард в кулата“ (1878), „Северозападният път“ (1874), „Детството на Райли“ (1871). Тези картини показват интереса на Миле към британската история и разширяването на империята. Миле постига голям успех и с картините си с деца, най-вече с „Балончета“ (1886) и „Зрели череши“. Последният му проект (1896) е да нарисува „Последното пътуване“ въз основата на илюстрация от книга на сина си, на която са изобразени бял ловец, който лежи мъртъв в африканските савани, и двама африканци, които го съзерцават.

#### Пейзажите (1870 – 1892)
Очарованието от диви и пусти места е видно в много от пейзажите на Миле от този период, които често представят труден или опасен терен. Първият от тях „Студеният октомври“ (1870) е нарисуван в Пърт, близо до дома на семейството на съпругата му. „Студеният октомври“ (част от колекцията на сър Андрю Лойд Уебър) е първата от многото мащабни пейзажи от Шотландия, които Миле рисува през годините. Повечето от тях са есенни, често мрачно живописни, създаващи меланхолично настроение и чувство за преходност. Това е типично за природния му цикъл от края на 50-те и най-вече за „Есенни листа“ (Манчестърска художествена галерия) и „Долината на спокойствието“ (галерия „Тейт Бритън“), въпреки човешкото присъствие в тях.
През 1870 г. Миле се завръща към чистите пейзажи и през следващите двадесет години рисува много сцени от Графство Пърт, където всяка година ловува и ходи за риба. Повечето от тези пейзажи са есенни или от началото на зимата и изобразяват мрачни и усойни блата или тресавища, езера или реки. Миле не се завръща повече към стария си стил.

#### Илюстрации
Миле е много успешен и като илюстратор на книги, най-вече на произведения на Антъни Тролъп и лорд Тенисън. Сложните му илюстрации на пабаролите на Исус са публикувани през 1864 г. Неговият тъст му поръчва стъклопис за енорийската църква в Киноу, Пърт. Миле прави и илюстрации за списания като „Гууд уърдс“. През 1869 г. е нает за художник на новия седмичник „Дъ График“. Докато е по-млад, Миле често пътува и скицира Кестън и Хейс. По време на тези пътувания той рисува емблема на странноприемницата, в която отсяда.

### Академична кариера
Миле е избран за член-кореспондент на Кралската академия по изкуствата през 1853 г. и скоро след това става пълноправен член. През 1885 г. получава титлата баронет, с което става първият художник, който получава наследствена титла. След смъртта на лорд Лейтън през 1896 г. Миле е избран за председател на Академията, но умира по-късно същата година от рак на хранопровода. Погребан е в катедралата Сейнт Пол.

## Паметник на Миле
Когато Миле умира през 1896 г. Принцът на Уелс (бъдещият Едуард VII) създава комисия, на която е поръчана статуя на художника. Тя е поставена срещу Националната галерия на британското изкуство (сега Тейт Бритън), в градината на източната страна, през 1905 г. На 23 ноември същата година списание Пол Ман Газет я нарича „свежа статуя, която го представя в характерната поза, в която всички го помним“.
През 1953 г. директорът на Тейт, сър Норман Рийд, се опитва да замести статуята на Миле с „Йоан Кръстител“ от Огюст Роден. През 1962 г. той отново прави опит за преместването ѝ като определя присъствието ѝ като „положително вредно“. Усилията му са възпрепятствани от Министерството на публичните сгради, чиято собственост е статуята. През 1996 г. собствеността е прехвърлена върху квазиправителствената организация Британско наследство, а от тях на Тейт. През 2000 г. директорът на музея Стивън Дачар премества статуята в задната част на сградата.

## Медия
- Връзката на Миле с Ръскин и Ефи е била обект на няколко драми, първата от които е немият филм „Любовта на Джон Ръскин“ (1912). Освен това има сценични и радио пиеси за нея, както и една опера. Като цяло Братството на прерафаелитите е обект на две драми на Би Би Си. Първата е озаглавена „Училище за любов“ (в ролята на Миле е Питър Игън) и е излъчена през 1975 г., а втората е „Отчаяни романтици“ (в ролята на Миле е Самюъл Барнет) и е излъчена през 2009 г.

- През 2004 артистите Хамилтън и Ричард Ашроуан създават творба, която е препратка към пейзажа на Миле „Звукът на много зими“ (1876). Трудът им е филмиран и се състои от 32 движещи се изображения в концертната зала в Пърт, в която е включена и филм за творбите на Миле.

## Галерия
- Писаро покорява инките в Перу (1846), „Виктория и Албърт“, Лонфон
- Вениаминовото коляно залавя дъщерите на Шайло (1847)
- Изабела (1849)
 галерия Уолкър, Ливърпул
- Хугенот в деня на Св. Вартоломей (1852)
- Христос в къщата на родителите му (1850) 
 Тейт Бритън, Лондон
- Завръщането на гълъба в ковчега (1851)
 музей Ашмолиън, Оксфорд
- Офелия (1852) Тейт Бритън, Лондон
- Фердинанд примамен от Ариел (1852)
- Заповедта за освобождаване (1853) Тейт Бритън
- Инкриминирания роялист, 1651 (1853)
колекция на Андрю Лойд Уебър
- Спасяването (1855) Национална галерия на Виктория
- Сляпото момиче (1856)
 Бирмингамски музей и картинна галерия
- Сър Исумбрас минава през брода (1857) галерия „Лейди Лийвър“
- Долината на спокойствието (1858) Тейт Бритън, Лондон
- Часове за почивка (1864), Детройтски институт за изкуствата
- Естир (1865) частна колекция
- Ефтай (1867) Национален музей на Уелс, Кардиф
- Ванеса (1868)
 Ливърпул
- Портрет на Джон Кембъл, маркиз на Лорн. Национална галерия на Канада
- Детството на Райли (1871)
- Победа, о Господи! (1871)
 Манчестърска художествена галерия
- Портрет на Ефи Миле (1873) Музей на изкуствата Пърт
- Двамата принца Едуард и Ричард в кулата (1878)
Кралска картинна галерия
- Северозападният път (1878) Тейт Бритън, Лондон
- Зрели череши (1879) частна колекция
- Джон Хенри Нюман (1881) Национална портретна галерия, Лондон
- Водеща страст (1885) галерия Келвингроув
- Балончета (1886) Кралска академия на изкуствата
- Портрет на Арчибалд Роузбъри
- Парабола за перлата, илюстрация от „Параболи Господни“
- Ефи Дийн 
 частна колекция
- Джон Ръскин (1853 – 54) 
 частна колекция
- Странстващият рицар (1870)
 Тейт Бритън, Лондон
- Студеният октомври (1870)